# Кубок Південної Кореї з футболу 2016
Кубок Південної Кореї з футболу 2016 — 21-й розіграш головного кубкового футбольного турніру у Південній Кореї. Титул володаря кубка здобув Сувон Самсунг Блювінгз.

## Календар
| Раунд        | Дата                       | Матчі | Клуби   |
| ------------ | -------------------------- | ----- | ------- |
| Перший раунд | 12-13 березня 2016         | 14    | 83 → 69 |
| Другий раунд | 26 березня 2016            | 17    | 69 → 52 |
| Третій раунд | 23 квітня - 3 травня 2016  | 20    | 52 → 32 |
| 1/16 фіналу  | 11 травня 2016             | 16    | 32 → 16 |
| 1/8 фіналу   | 22 червня 2016             | 8     | 16 → 8  |
| 1/4 фіналу   | 13 липня 2016              | 4     | 8 → 4   |
| 1/2 фіналу   | 26 жовтня 2016             | 2     | 4 → 2   |
| Фінал        | 27 листопада/3 грудня 2016 | 2     | 2 → 1   |

## 1/16 фіналу
| Команда 1              | Рахунок         | Команда 2                          |
| ---------------------- | --------------- | ---------------------------------- |
| 11 травня 2016         |                 |                                    |
| Йонгин Сіті (3)        | 1:1 дч пен. 4:3 | Каннин Сіті (3)                    |
| Пхочхон (4)            | 1:2             | Кьонджу Сітізен (4)                |
| Сеул Е-Ленд (2)        | 2:2 дч пен. 1:3 | Університет Сонгюнгван (У)         |
| Теджон Korail (2)      | 0:2             | Ульсан Хьонде                      |
| Санджу Санму           | 1:2             | Університет Данкук (У)             |
| Інчхон Юнайтед         | 1:0             | Чхонджу Сіті (4)                   |
| Чоннам Дрегонз         | 4:0             | Канвон (2)                         |
| Ансан Мугунгва (2)     | 3:2 дч          | Університет Конкук (У)             |
| Пхохан Стілерс         | 0:2             | Пучхон 1995 (2)                    |
| Сувон Самсунг Блювінгз | 1:0             | Кьонджу КГНП (3)                   |
| Сеул                   | 4:2 дч          | Тегу (2)                           |
| Теджон Сітізен (2)     | 1:1 дч пен. 3:1 | Сувон                              |
| Соннам                 | 1:0             | Університет Йоннам (У)             |
| Чеджу Юнайтед          | 1:1 дч пен. 3:5 | Кванджу                            |
| Пусан Ай Парк (2)      | 3:0             | Пусан Транспортейшн Корпорейшн (3) |
| Анян (2)               | 1:4             | Чонбук Хьонде Моторс               |

## 1/8 фіналу
| Команда 1              | Рахунок | Команда 2                  |
| ---------------------- | ------- | -------------------------- |
| 22 червня 2016         |         |                            |
| Чоннам Дрегонз         | 4:2     | Йонгин Сіті (3)            |
| Чонбук Хьонде Моторс   | 3:1 дч  | Університет Данкук (У)     |
| Сувон Самсунг Блювінгз | 1:0     | Пусан Ай Парк (2)          |
| Сеул                   | 2:1     | Ансан Мугунгва (2)         |
| Інчхон Юнайтед         | 3:2 дч  | Теджон Сітізен (2)         |
| Пучхон 1995 (2)        | 3:1     | Кьонджу Сітізен (4)        |
| Ульсан Хьонде          | 1:0     | Кванджу                    |
| Соннам                 | 2:0     | Університет Сонгюнгван (У) |

## 1/4 фіналу
| Команда 1              | Рахунок         | Команда 2       |
| ---------------------- | --------------- | --------------- |
| 13 липня 2016          |                 |                 |
| Чонбук Хьонде Моторс   | 2:3             | Пучхон 1995 (2) |
| Сеул                   | 0:0 дч пен. 4:3 | Чоннам Дрегонз  |
| Сувон Самсунг Блювінгз | 1:1 дч пен. 4:3 | Соннам          |
| Ульсан Хьонде          | 4:1             | Інчхон Юнайтед  |

## 1/2 фіналу
| Команда 1      | Рахунок | Команда 2              |
| -------------- | ------- | ---------------------- |
| 26 жовтня 2016 |         |                        |
| Сеул           | 1:0     | Пучхон 1995 (2)        |
| Ульсан Хьонде  | 1:3     | Сувон Самсунг Блювінгз |

## Фінал
| Команда 1                  | Заг.          | Команда 2 | 1-й матч | 2-й матч |
| -------------------------- | ------------- | --------- | -------- | -------- |
| 27 листопада/3 грудня 2016 |               |           |          |          |
| Сувон Самсунг Блювінгз     | 3:3 пен. 10:9 | Сеул      | 2:1      | 1:2 дч   |

### Перший матч
| 27 листопада 2016 7:00 (EEST) |

| Сувон Самсунг Блювінгз      | 2:1      | Сеул           |
| --------------------------- | -------- | -------------- |
| Джонатан 15' Йом Кі Хун 58' | Протокол | Чу Се Джон 50' |

| Стадіон Чемпіонату світу з футболу, Сувон Глядачів: 31 034 Арбітр: Дон Чун Лі |

### Повторний матч
| 3 грудня 2016 6:30 (EEST) |

| Сеул                         | 2:1 дч   | Сувон Самсунг Блювінгз |
| ---------------------------- | -------- | ---------------------- |
| Адріано 75' Юн Сон Вон 90+3' | Протокол | Джонатан 55'           |

| Стадіон Чемпіонату світу з футболу, Сеул Глядачів: 35 037 |

| |      | Пенальті |  |
| Квак Тхе Хві · Ко Йо Хан · Осмар · Чу Се Джон · Адріано · Лі Сок Хйон · Ко Кван Мін · Чо Чан Хо · Юн Сон Вон · Ю Сан Хон | 9:10 | Сантос · Ян Сан Мін · Чо Вон Хий · Чо Дон Гон · Йом Кі Хун · Квак Кван Сон · Хон Чхоль · Ко Ча Льон · Чан Хо Ік · Ян Хйон Мо |  |